# زبان واخانی
زبان وخی یا واخانی یکی از زبان‌های ایرانی از شاخهٔ پامیری این زبان‌هاست که توسط مردم وخی صحبت می‌شود.
به واسطهٔ وابستگی زبان وخی به زبان‌های پامیری، گاه وخی‌زبانان را پامیری می‌خوانند. خاستگاه این زبان واخان در افغانستان کنونی‌است. امروزه در ناحیه واخان در شمال افغانستان و همچنین در تاجیکستان، شمال پاکستان و چین بدین زبان صحبت می‌شود.

## طبقه‌بندی و پراکنش
وخی یکی از چندین زبانی است که به گروه زبانهای منطقه پامیر تعلق دارد. اعتقاد بر این است که این زبان از نوادگان زبان سکایی-ختن باشد که زمانی در پادشاهی ختن بدان صحبت می‌شد.
مردم وخی را گهگاه پامیری و گوهجلی می‌نامند. این زبان توسط ساکنان دالان واخان افغانستان، بخش‌هایی از گلگت—بلتستان پاکستان، منطقه بدخشان کوهستانی تاجیکستان و سین‌کیانگ در غرب چین صحبت می‌شود. وخی‌ها از نام قومی خود «X̌ik» استفاده می‌کنند و پسوند «wor» / «war» را بدان می‌افزایند تا زبان خود را با نام «X̌ik-wor» صدا بزنند. نام «X̌ik» از *waxša-ī̆ka- (ساکن *Waxša- «آمودریا»» آمده‌است. معادل‌های دیگری برای این نام، نام وخی (انگلیسی) یا واخانی (عربی و فارسی)، واخانتسی (روسی)، گوجالی/گوجو (دینگریک-ور/شینا)، گیتس/گوئیچو (بوروشاسکی) است. این زبان که هنوز دسته‌بندی جزئی آن بر اساس مطالعات و منابع تأیید نشده‌است، احتمالاً متعلق به گروه جنوبی زبان‌های پامیر، در گروه ایرانی از خانواده هندواروپایی است که در آن زبان‌های اشکاشمی، شغنی نیز موجود هستند. و زبان‌های وخی را هم شامل می‌شود. برآورد بسیار تقریبی از جمعیت وخی‌ها در سراسر جهان ۵۸۰۰۰ نفر است. وخی‌ها در شش کشور زندگی می‌کنند. در منطقه گلگت—بلتستان پاکستان، مردم وخی عمدتاً در گوجال، اشکومن، دارکوت و در ناحیه چیترال بروغیل زندگی می‌کنند. آنها همچنین در برخی از مناطق واخان در افغانستان، بدخشان کوهستانی در تاجیکستان، شهرستان خودمختار تاشکورگان تاجیک در چین، روسیه و ترکیه زندگی می‌کنند.

### در افغانستان
در دالان واخان افغانستان، وخی از پوتور، نزدیک اشکاشم، تا بالای رودخانه آب واخان صحبت می‌شود.

### در تاجیکستان
در تاجیکستان، وخی‌ها و سایر جوامعی که به یکی از زبان‌های پامیر صحبت می‌کنند، خود را پامیری یا بدخشانی می‌نامند.

### در پاکستان
در گلگت-بلتستان، وخی در قسمت‌های بالای پنج تا از شمالی‌ترین دره‌های کم جمعیت صحبت می‌شود: هنزه، گوجال، اشکومن، یاسین، گوپیس و یارکهون. دره هنزه بیشترین جمعیت وخی را در پاکستان دارد. وخی‌های اشکومن عمدتاً در دره Karambar، در شهر ایمیت و جاهای دیگر زندگی می‌کنند. در یاسین وخی‌ها بیشتر در مجاورت دارکوت و در یرحکون در باروغیل و در چند روستای کوچک دیگر در قسمت مرتفع و بالای دره زندگی می‌کنند.
در پاکستان، سازمان مرکزی زبان وخی، انجمن فرهنگی وخی پاکستان (WCA) است، سازمانی که در دولت پاکستان ثبت شده‌است و با همکاری وزارت فرهنگ و گردشگری و موزه لوک ویرسا کار می‌کند. انجمن برای حفظ زبان و فرهنگ وخی و همچنین مستندسازی شعر و موسیقی آنها تلاش می‌کند.
رادیو پاکستان گلگت برنامه رادیویی وخی «صدای بام دنیا»، را پخش می‌کند. انجمن فرهنگی وخی از سال ۱۹۸۴ بیش از بیست برنامه ترتیب داده‌است که شامل نمایش‌های فرهنگی، شب‌های موسیقی و جشنواره‌های بزرگ موسیقی با همکاری موزه لوک ویرسا، سرویس فرهنگی آقاخان پاکستان (AKCSP) و تلویزیون پاکستان است. در سال ۲۰۰۰، انجمن فرهنگی وخی پاکستان برنده جایزه برگزار کننده «بهترین برنامه» در جشنواره جاده ابریشم از رئیس‌جمهور پاکستان، پرویز مشرف شد. یک کدگذاری رایانه‌ای از خط وخی منتشر شده‌است که به ترویج برنامه توسعه زبان و مستندسازی شعر، ادبیات و تاریخ وخی کمک می‌کند.

### در چین
وخی همچنین در شهرستان خودمختار تاشکورگان تاجیک، در سین‌کیانگ چین، عمدتاً در شهرستان دافدار صحبت می‌شود.

### در روسیه
تقریباً ۶۰۰۰ وخی در روسیه وجود دارد که بیشتر آنها از تاجیکستان و افغانستان مهاجرت کرده‌اند.

### در ترکیه
روستاهای وخی در ترکیه در نواحی شرقی وجود دارد که در سال ۱۹۷۹ در جریان جنگ افغانستان و روسیه از افغانستان به آنجا مهاجرت کرده‌اند.

## سنجش میان هفت زبان ایرانی
| فارسی          | فارسی تاجیکی    | شغنانی  | سریکالی | پشتو                  | وخی     | زبان اوستایی            |
| -------------- | --------------- | ------- | ------- | --------------------- | ------- | ----------------------- |
| jæk (یک)       | jak (як)        | jiw     | iw      | jaw (یو)              | ji      | aēva-                   |
| ɡuʃt (گوشت)    | ɡuʃt (гушт)     | ɡu:xt   | ɡɯxt    | ɣwaxa, ɣwaʂa (غوښه)   | ɡuʂt    | ?                       |
| pesær (پسر)    | pisar (писар)   | puts    | pɯts    | zoi (زوی)             | putr    | putra                   |
| ɒteʃ (آتش)     | otaʃ (оташ)     | jo:ts   | juts    | or (اور)              | rɯχniɡ  | âtar                    |
| ɒb (اب)        | ob (об)         | xats    | xats    | obə (اوبه)            | jupk    | aiwyô, ap               |
| dæst (دست)     | dast (даѕт)     | ðust    | ðɯst    | lɑs (لاس)             | ðast    | zasta                   |
| pɒ (پا)        | po (по)         | po:ð    | peð     | pxa, pʂa (پښه)        | pɯð     | pad                     |
| dændɒn (دندان) | dandon (дандон) | ðinðʉn  | ðanðun  | ɣɑx, ɣɑʂ (غاښ)        | ðɯnðɯk  | ?                       |
| tʃæʃm (چشم)    | tʃaʃm (чашм)    | tsem    | tsem    | stərɡa (سترګه)        | tʂəʐm   | cashman                 |
| æsb (اسب)      | asp (асп)       | vo:rdʒ  | vurdʒ   | ɑs (آس)               | jaʃ     | aspa                    |
| æbr (ابر)      | abr (абр)       | abri    | varm    | urjadz (اوریځ)        | mur     | maēγa-                  |
| gændom (گندم)  | gandum (гандум) | ʒindam  | ʒandam  | ɣanam (غنم)           | ɣɯdim   | ?                       |
| besjɒr (بسیار) | bisjor (бисёр)  | bisjo:r | pɯr     | ɖer, pura (ډیر، پوره) | təqi    | paoiri, paoirîsh, pouru |
| bolænd (بلند)  | baland (баланд) | biland  | bɯland  | lwaɻ (لوړ)            | bɯland  | berezô, berezañt        |
| dur (دور)      | dur (дур)       | ðar     | ðar     | ləre (لری)            | ðir     | dûra, dûrât             |
| χub (خوب)      | χub (хуб)       | χub     | tʃardʒ  | xə, ʂə (ښه)           | baf     | vohu                    |
| kutʃik (کوچک)  | χurd (хурд)     | dzul    | dzɯl    | ləɡ, ləʐ (لږ)         | dzəqlai | ?                       |
| goft (گفت)     | guft (гуфт)     | lʉvd    | levd    | wajəl (ویل)           | xənak   | aoj-, mrû-, sangh-      |
| kærd (کرد)     | kard (кард)     | tʃi:d   | tʃeiɡ   | kawəl (کول)           | tsərak  | kar-                    |
| did (دید)      | did (дид)       | wi:nt   | wand    | winəm (وینم)          | wiŋɡ    | dî-                     |

## متن نمونه
متن نمونه از کتاب مقدس منتشر شده به زبان وخی در سال ۲۰۰۱ در زیر نشان داده شده‌است:
| وخی به خط لاتین | وخی به خط سیرلیک | فارسی |
| --- | --- | --- |
| 2Yiso yavər x̆atəy: "Sayišt ʒi dəo carəv, x̆anəv: „Ey bzыrgwor Tat ki də osmonət cəy! Ti bəzыrg nung bər olam ыmыt! Ləcər dəwroni Ti podšoyi ɣ̆at-ət, zəmin-ət zəmon də hыkmi taw ыmыt! | 2Йисо йавəр х̌атəй: «Сайишт ҙи дəо царəв, х̌анəв: „Ей бзыргв̌ор Тат ки дə осмонəт цəй! Ти бəзырг нунг бəр олам ымыт! Лəцəр дəв̌рони Ти подшойи г̌ат-əт, зəмин-əт зəмон дə ҳыкми тав̌ ымыт! | و به آنها گفت: هنگامی که دعا می‌کنید، بگویید: ای پدر ما که در آسمانی، نام تو مقدس باد. ملکوت تو بیاید. اراده تو چنان‌که در آسمان است، بر زمین نیز کرده شود. |
| 3Spo rыsq-ət rыzi sakər nəsib car! | 3Спо рысқ-əт рызи сакəр нəсиб цар! | نان کفاف ما را امروز به ما بده. |
| 4Cə spo gənoən šəxs! Sak bə kuy, ki sakər šakiɣ̆, cə kərk! kыx̆tər baxṣ̌əṣ̌ carən. Cə bandi nafs-ət awasən, Cə waswasayi Iblisən saki niga δыr!“»                                        | 4Цə спо гəноəн шəхс! Сак бə куй, ки сакəр шакиг̌ цə кəрк! Кых̌тəр бахш̣əш̣ царəн. Цə банди нафс-əт ав̌асəн, Цə в̌асв̌асайи Иблисəн саки нига д̌ыр!“»                                         | و گناهان ما را ببخش چنان‌که ما نیز، آنان‌که بر ما گناه کردند را می‌بخشیم. و ما را در آزمایش میاور، بلکه از شریر رهایی ده.                                    |

## انتشارات
در پاکستان دو کتاب شعر وخی تا کنون با خط لاتین (IPA اصلاح شده) منتشر شده‌است.
دفتر اول مجموعه شعر نذیر احمد بلبل با عنوان «بیاض بلبل» است. کتاب دوم مجموعه ای از اشعار و فولکلور قدیم و جدید است که توسط مرکز میراث بولبولیک، گولمیت گردآوری شده‌است.